# NGC 174

NGC 174

 إن جي سي 174 أو NGC 174 هي مجرة في كوكبة معمل النحات اكتشفت في 27 سبتمبر 1834.

## روابط خارجية
- NGC 174 على موقع ويكي سكاي: DSS2, SDSS, GALEX, IRAS, Hydrogen α, X-Ray, Astrophoto, Sky Map, Articles and images